# شیلیان میل (آریزونا)
شیلیان میل (به انگلیسی: Chilean Mill) یک منطقهٔ مسکونی در ایالات متحده آمریکا است که در آریزونا واقع شده‌است. شیلیان میل ۱٬۴۸۵ متر بالاتر از سطح دریا واقع شده‌است.